# Bilma
Bilma (en tedaga Togeï o Tsigeï) és el nom àrab del principal centre del Kawar o Kaouar, un grup d'oasis a mig camí entre Fezzan i el Txad, en territori de Níger. El palmerar s'arrenglera durant 90 km entre Anay al nord i Bilma al sud, en una amplada d'uns 2 km. La seva població actual és d'uns 2500 habitants.
Els àrabs van arribar per primer cop al Kawar al segle vii, en una de les expedicions d'Uqba ibn Nafi. No obstant els seus habitants van restar pagans fins al segle xix. La població és negra de pell, d'ètnia kanouri o barrejats kanouri i teda (de la barreja han sorgit els guezebida). Eren feudataris del sultà tuareg de l'Aïr, i darrerament dels teda. La principal activitat és a les salines de Kalala a uns 2 km al nord-oest.
Després de la independència del Níger, Bilma va esdevenir seu d'un districte (arrondissement) de 670.000 km². Fou lloc de destí d'oficials sospitosos durant el règim de Seyni Kountché i s'hi va construir una presó.